# شوابنیتسه
شوابنیتسه (به لاتین: Švábenice) یک منطقهٔ مسکونی در جمهوری چک است که در ناحیه ویشکوو واقع شده‌است. شوابنیتسه ۱۹٫۲۹ کیلومتر مربع مساحت و ۱٬۰۱۴ نفر جمعیت دارد و ۳۸۲ متر بالاتر از سطح دریا واقع شده‌است.